# 1470-е годы до н. э.
1470-е (ты́сяча четы́реста семидеся́тые) го́ды до на́шей э́ры по пролептическому юлианскому календарю — промежуток времени с 1 января 1479 года до н. э. по 31 декабря 1470 года до н. э., включающий с 1479 по 1471 годы 3-го десятилетия  и 1470 год 4-го десятилетия XV века 2-го тысячелетия до н. э. Им предшествовали 1480-е годы до н. э., за ними следовали 1460-е годы до н. э. Они закончились 3495 лет назад.

## События

### Европа
- 1479—1470 до н. э. — в Баргер-Остерфелде построен храм.

### Египет
- 1479 до н. э. — фараон Тутмос III (1479—1425 до н. э.) при регентстве Хатшепсут шестой фараон в 18-й династии Египта.

Хатшепсут (1479—1458 до н. э.) заявила, что она фараон / королева. Она держит власть в своих руках до самой смерти.
- 1470 до н. э. — Хатшепсут направила торговую миссию в Пунт в поисках ладана.

### Месопотамия
- 1472 до н. э. — Ассирия признано царством хурритской династией из Митанни.
- 1470 до н. э. — царь en:Idrimi из Алалаха признал царя Парраттарна (1470—1447 до н. э.) из Митанни, как своего вассала.